# Kirjatch

Kirjatch (em russo: Киржа́ч) é uma cidade localizada no Oblast de Vladimir, na Rússia. Situada no oeste da província, tem uma população de 22.704 habitantes (de acordo com o Censo de 2002).

## História
A cidade foi fundada no século XIV como uma sloboda – um tipo de assentamento popular comum na história russa, que pode ser definido como um ‘assentamento independente e livre’ – ligada ao Monastério da Anunciação, fundado por São Sérgio de Radonege, maior líder espiritual da Rússia medieval.
A diminuta igreja do monastério, erguida durante os anos de poder de Ivan, o Terrível, no século XVI, foi construída nos moldes da arquitetura russa de catedrais do período. Seu refeitório, datado do século XVI, com a capela de São Sérgio nele, foi destruído durante a dominação soviética do país.
A cidade recebeu direitos civis municipais em 1778 ao se tornar independente do monastério e a partir daí, junto com outras cidades das vizinhanças, se desenvolveu basicamente como um centro têxtil.
Em março de 1968, Iuri Gagarin, o primeiro homem a ir ao espaço, morreu num desastre de avião que caiu nos arredores da cidade. Um obelisco hoje marca o local exato da tragédia.